# Zvěrkovice
Zvěrkovice (en allemand : Zerkowitz) est une commune du district de Třebíč, dans la région de Vysočina, en République tchèque. Sa population s'élevait à 222 habitants en 2024.

## Géographie
Zvěrkovice se trouve à 5 km au sud-est du centre de Moravské Budějovice, à 21 km au sud de Třebíč, à 46 km au sud-est de Jihlava et à 157,5 km au sud-est de Prague.
La commune est limitée par Moravské Budějovice à l'ouest et au nord, par Blatnice au nord, par Jaroměřice nad Rokytnou au nord-est, par Hostim à l'est et par Blížkovice au sud.

## Histoire
La première mention écrite de la localité date de 1347.

## Transports
Par la route, Zvěrkovice se trouve à 6,5 km de Moravské Budějovice, à 26 km de Třebíč, à 52 km de Jihlava et à 183 km de Prague.